# Perry Friedman
Perry Friedman (eigentlich Barry Morely Friedman; * 25. September 1935 in Prince Albert, Saskatchewan; † 16. März 1995 in Berlin) war ein kanadischer Musiker (Banjo).

## Leben
Der als Barry Morely Friedman geborene Sohn jüdischer Einwanderer mit ukrainischem und rumänischem Hintergrund wuchs teilweise im jüdischen Viertel von Winnipeg bei seinen Großeltern auf, in deren Haushalt Jiddisch gesprochen wurde. Nach der Schule wanderte er drei Jahre (bis 1954) als Gelegenheitsarbeiter durch Nordamerika und schloss sich der nationalen Vereinigung der Arbeiterjugend an. Mit 15 Jahren lernte er Pete Seeger kennen und entwickelte sich unter dessen Einfluss zum Folksänger. 1953 traf er erstmals Paul Robeson, der ihm ebenfalls ein Vorbild war. 1959 siedelte Perry Friedman in die DDR um, wo er an der Musikhochschule „Hanns Eisler“ studierte. Er brachte das Hootenanny-Konzept in seinem Bekanntenkreis ein und gründete 1966 den Hootenanny-Club Berlin mit, aus dem später der Oktoberklub wurde. Einer seiner bekanntesten Songs war 1964 Wir singen schon heute die Lieder von morgen von Ralf Petersen und Dieter Schneider.
Friedman und der Jugendsender DT 64 spielten eine wichtige Rolle in der Singebewegung der DDR.
1971 zog er wieder nach Kanada, wo er mit Jack Winter Sendungen für das Bildungsfernsehen der CBC machte und sich für die Gewerkschaften betätigte. 1976 kehrte er in die DDR zurück. Er war regelmäßiger Teilnehmer am Festival des politischen Liedes und tourte auch durch die Bundesrepublik Deutschland.

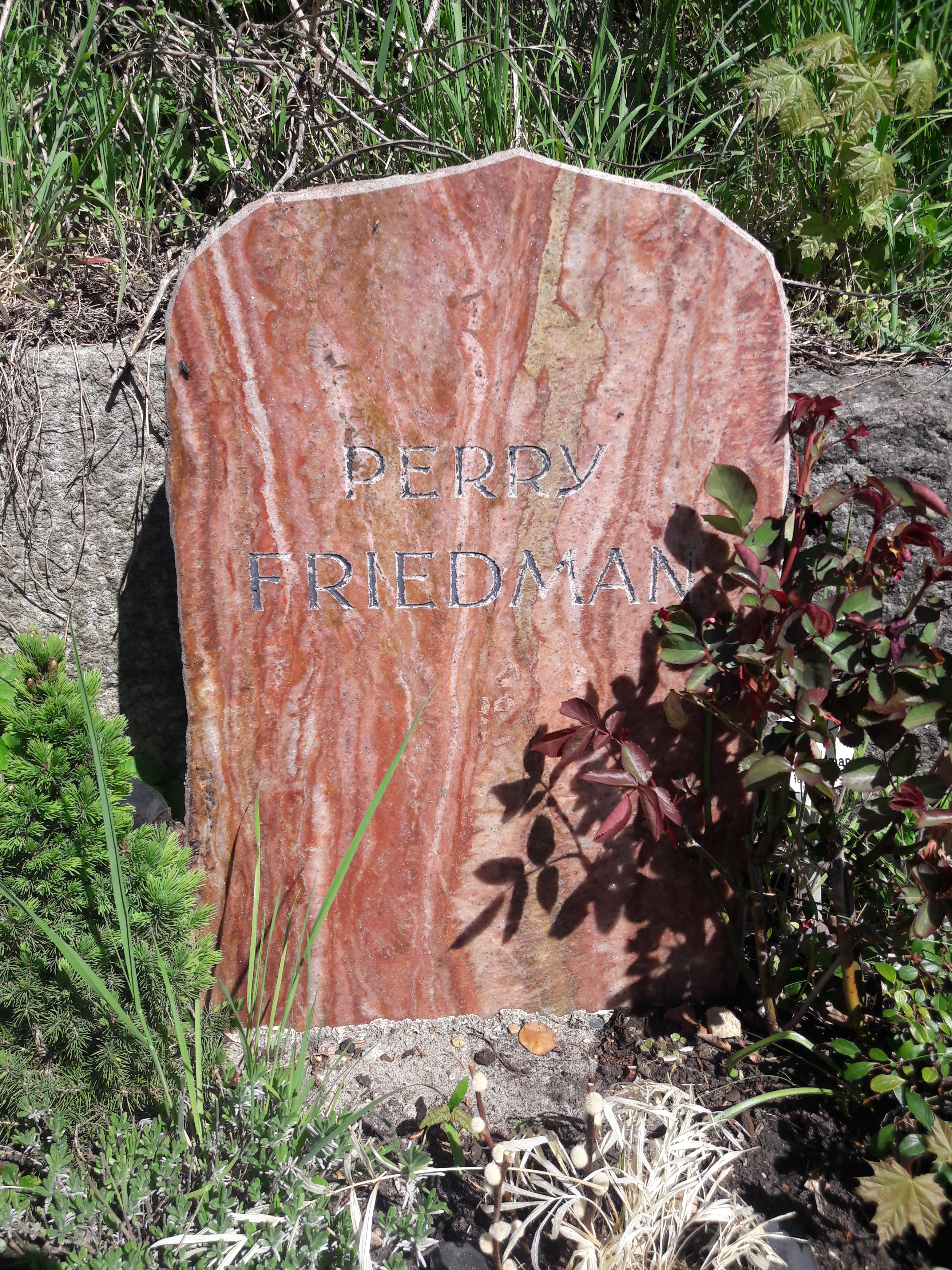
Grabstein Perry Friedmans

Friedman starb 1995 im Alter von 59 Jahren in Folge verschiedener schwerer gesundheitlicher Probleme, etwa einem Herzinfarkt im Jahr 1988 und einer schweren Nierenoperation im Jahr darauf. Zuletzt fiel es ihm schwer, das Banjo beim Konzertieren zu halten, weshalb er zu Klavierbegleitung sang.
Sein Grab befindet sich auf dem Friedhof der St.-Petri-Gemeinde.
Seine Autobiografie "Wenn die Neugier nicht wär'. Ein Kanadier in der DDR konnte Perry Friedman zu Lebzeiten nicht vollenden. Die Übersetzung des englischsprachigen Manuskripts wurde Jahre später von seiner 2021 verstorbenen Ehefrau Brigitte Friedman-Alvermann verfertigt. Das Fragment erschien zusammen mit Texten von Weggenossen und Auszügen aus Friedmans Briefwechsel 2004 beim Berliner Karl Dietz Verlag.

## Familie
Perry Friedmans älterer Bruder Searle Friedman (* 1926; † 31. Dezember 1990 in Toronto) war ebenfalls Musiker. Dessen Sohn Michael Friedman ist ein bekannter Folksänger und Gitarrist.

## Filmografie
- 1966: Irrlicht und Feuer (Fernsehfilm, Zweiteiler)